# Hội Kinh tế lượng
Hội Kinh tế lượng (tiếng Anh: The Econometric Society), một Hội quốc tế nhằm thúc đẩy sự tiến bộ của Lý thuyết Kinh tế trong quan hệ với Thống kê học và Toán học, được thành lập ngày 29.12.1930 tại khách sạn Stalton ở Cleveland, Ohio, Hoa Kỳ.
Mười sáu hội viên sáng lập là: Ragnar Frisch, Charles F. Roos, Joseph A. Schumpeter, Harold Hotelling, Henry Schultz, Karl Menger, Edwin B. Wilson, Frederick C. Mills, William F. Ogburn, J. Harvey Rogers, Malcolm C. Rorty, Carl Snyder, Walter A. Shewhart, Øystein Ore, Ingvar Wedervang và Norbert Wiener.
Chủ tịch đầu tiên của Hội là Irving Fisher. Hội xuất bản một báo chuyên đề về Kinh tế học là báo Econometrica, một báo chuyên ngành thuộc loại có uy tín nhất thế giới. Hội cũng lập ra một giải thưởng gọi là Huy chương Frisch, để thưởng cho các nhà kinh tế học có công lao đóng góp cho ngành Kinh tế học.
Ngoài ra, Hội cũng tổ chức các buổi thuyết trình về Kinh tế học như:

## Thuyết trình Fisher-Schultz
Thuyết trình Fisher-Schultz là một buổi thuyết trình hàng năm về kinh tế học do "Hội Kinh tế lượng" tổ chức, do một hội viên ngoài châu Âu thuyết trình tại cuộc họp ở châu Âu, hoặc tại Cuộc họp thế giới vào các năm họp Đại hội thế giới. Buổi thuyết trình này được đặt theo tên 2 nhà kinh tế học Irving Fisher và Henry Schultz.
Dưới đây là các buổi thuyết trình Fisher-Schultz:
2009 Faruk R. Gül, Đại học Princeton
2008 Joel L. Horowitz, Đại học miền Tây Bắc Hoa Kỳ (Northwestern University)
2007 Matthew O. Jackson, Đại học Stanford
2006 Lars Peter Hansen, Đại học Chicago
2005 Ariel Pakes, Đại học Harvard
2004 Paul R. Milgrom, Đại học Stanford
2003 Charles F. Manski, Đại học miền Tây Bắc Hoa Kỳ
2002 Douglas Gale, Đại học New York
2001 Gary E. Chamberlain, Đại học Harvard
2000 James J. Heckman, Đại học Chicago
1999 Alvin E. Roth, Đại học Harvard
1998 David Card, Đại học California tại Berkeley
1997 Bengt R. Holmström, Học viện Công nghệ Massachusetts
1996 Robert F. Engle, Đại học California tại San Diego
1995 George A. Akerlof, Đại học California tại Berkeley
1994 Peter C. B. Phillips, Đại học Yale
1993 Clive W. J. Granger, Đại học California tại San Diego
1992 Robert H. Porter, Đại học miền Tây Bắc Hoa Kỳ
1991 Robert E. Lucas, Jr., Đại học Chicago
1990 David M. Kreps, Đại học Stanford
1989 Angus S. Deaton, Đại học Princeton
1988 Oliver Hart, Học viện Công nghệ Massachusetts
1987 Joseph E. Stiglitz, Đại học Princeton
1986 Robert B. Wilson, Đại học Stanford
1985 Andreu Mas-Colell, Đại học Harvard
1984 Hugo F. Sonnenschein, Đại học Princeton
1983 Arnold Zellner, Đại học Chicago
1982 Jerry A. Hausman, Học viện Công nghệ Massachusetts
1981 Peter A. Diamond, Học viện Công nghệ Massachusetts
1980 Martin S. Feldstein, Đại học Harvard
1979 Daniel L. McFadden, Học viện Công nghệ Massachusetts
1978 Herbert E. Scarf, Đại học Yale
1977 Christopher A. Sims, Đại học Minnesota
1976 John S. Chipman, Đại học Minnesota
1975 Dale W. Jorgenson, Đại học Harvard
1974 Lionel W. McKenzie, Đại học Rochester
1973 Zvi Griliches, Đại học Harvard
1972 Roy Radner, Đại học California tại Berkeley
1971 Arthur Goldberger, Đại học Wisconsin, Madison
1970 Marc Nerlove, Đại học Chicago
1969 Gérard Debreu, Đại học California tại Berkeley
1968 Franklin M. Fisher, Học viện Công nghệ Massachusetts
1967 Lawrence R. Klein, Đại học Pennsylvania
1966 Tjalling C. Koopmans, Đại học Yale
1965 Jacob Marschak, UCLA
1964 James Tobin, Đại học Yale
1963 Leonid Hurwicz, Đại học Minnesota
1962 Robert M. Solow, Học viện Công nghệ Massachusetts

## Thuyết trình Jacob Marschak
Mỗi năm (ngoài năm Đại hội thế giới) Quỹ Marschak của hội tài trợ một buổi thuyết trình gọi là "Thuyết trình Jacob Marschak", được tổ chức luân phiên tại các nơi có cuộc họp cấp vùng, ở ngoài Bắc Mỹ và châu Âu:
2008 Clive W. J. Granger, Đại học California ở San Diego
2007 Robert M. Townsend, Đại học Chicago